# 凱莉·西爾達魯
凱莉·西爾達魯（2002年2月17日—），爱沙尼亚女子自由式滑雪运动员。她曾代表爱沙尼亚参加2022年冬季奥林匹克运动会自由式滑雪比赛，获得一枚铜牌。